# Município de Rush (condado de Tuscarawas, Ohio)
O município de Rush (em inglês: Rush Township) é um município localizado no condado de Tuscarawas no estado estadounidense de Ohio. No ano de 2010 tinha uma população de 880 habitantes e uma densidade populacional de 11,43 pessoas por km².

## Geografia
O município de Rush encontra-se localizado nas coordenadas 40° 18′ 56″ N, 81° 21′ 43″ O. Segundo a Departamento do Censo dos Estados Unidos, o município tem uma superfície total de 76.99 km², da qual 76,96 km² correspondem a terra firme e (0,04 %) 0,03 km² é água.

## Demografia
Segundo o censo de 2010, tinha 880 pessoas residindo no município de Rush. A densidade populacional era de 11,43 hab./km². Dos 880 habitantes, o município de Rush estava composto pelo 97,39 % brancos, o 0,34 % eram amerindios, o 0,11 % eram asiáticos, o 0,11 % eram insulares do Pacífico e o 2,05 % eram de uma mistura de raças. Do total da população o 0,68 % eram hispanos ou latinos de qualquer raça.